# Abraham Diepraem

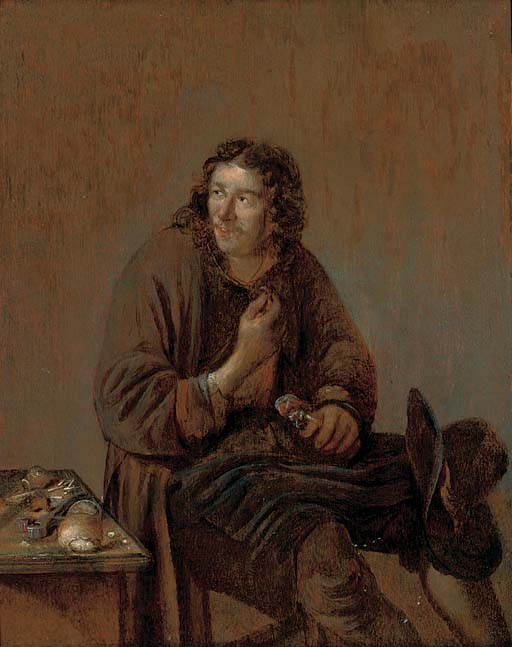
De schoenmaker (Skomakaren) av Diepraem, cirka 1650.

Abraham Diepraem (även stavat Diepraam), född 1622, död 1670, var en nederländsk konstnär.
Diepraem utbildade sig till genremålare under inflytande av Hendrik Martenszoon Sorgh och Adriaen Brouwer och har efterlämnat små förträffliga interiörer, och finns representerade bland annat på museerna i Berlin och Schwerin. En Krogscen av Diepraem finns i Molteska galleriet, Köpenhamn.